# Liste d'ascensions cyclistes
Ce tableau présente les ascensions cyclistes réalisées lors des compétitions professionnelles. Ces ascensions présentées sont celles étant classées en catégorie 1 ou hors catégorie d'un Grand Prix de la montagne.
| Ascension                    | Massif montagneux           | Pays           | Altitude | Voie                                           | Longueur | Pente moyenne | Dénivelé |
| ---------------------------- | --------------------------- | -------------- | -------- | ---------------------------------------------- | -------- | ------------- | -------- |
| Mont Ventoux                 | Alpes Monts de Vaucluse     | France         | 1 912 m  | Malaucène                                      | 21,2 km  | 7,2 %         | 1 535 m  |
| Mont Ventoux                 | Alpes Monts de Vaucluse     | France         | 1 912 m  | Bédoin                                         | 22,7 km  | 7,1 %         | 1 622 m  |
| Mont Ventoux                 | Alpes Monts de Vaucluse     | France         | 1 912 m  | Sault                                          | 25,7 km  | 4,5 %         | 1 152 m  |
| Col du Galibier              | Alpes Arves - Cerces        | France         | 2 646 m  | Col du Lautaret                                | 8,5 km   | 6,9 %         | 585 m    |
| Col du Galibier              | Alpes Arves - Cerces        | France         | 2 646 m  | Saint-Michel-de-Maurienne et Col du Télégraphe | 34,9 km  | 5,5 %         | 1 924 m  |
| Col de la Madeleine          | Alpes Vanoise               | France         | 1993 m   | La Léchère                                     | 24,5 km  | 6,3 %         | 1 543 m  |
| Col de la Madeleine          | Alpes Vanoise               | France         | 1993 m   | La Chambre                                     | 19,8 km  | 7,7 %         | 1 520 m  |
| Col de la Lombarde           | Alpes Mercantour-Argentera  | France Italie  | 2 350 m  | Isola                                          | 21,5 km  | 6,9 %         | 1 477 m  |
| Col de la Lombarde           | Alpes Mercantour-Argentera  | France Italie  | 2 350 m  | Vinadio                                        | 19,5 km  | 7,2 %         | 1 397 m  |
| Col du Glandon               | Alpes Belledonne - Arves    | France         | 1 924 m  | Barrage du Verney                              | 24,1 km  | 4,8 %         | 1 152 m  |
| Col du Glandon               | Alpes Belledonne - Arves    | France         | 1 924 m  | La Chambre                                     | 21,3 km  | 6,9 %         | 1 472 m  |
| Cime de la Bonette-Restefond | Alpes Mercantour            | France         | 2 802 m  | Saint-Étienne-de-Tinée                         | 25,8 km  | 6,4 %         | 1 652 m  |
| Cime de la Bonette-Restefond | Alpes Mercantour            | France         | 2 802 m  | Jausiers                                       | 24 km    | 6,6 %         | 1 589 m  |
| L'Alpe d'Huez                | Alpes Grandes Rousses       | France         | 1 815 m  | Bourg-d'Oisans                                 | 13,2 km  | 8,1 %         | 1 071 m  |
| Col de l'Iseran              | Alpes Vanoise - Alpes grées | France         | 2 770 m  | Bourg-Saint-Maurice                            | 48 km    | 4,1 %         | 1 955 m  |
| Col de l'Iseran              | Alpes Vanoise - Alpes grées | France         | 2 770 m  | Bonneval-sur-Arc                               | 13,4 km  | 7,3 %         | 977 m    |
| Col Agnel                    | Alpes Escreins              | France Italie  | 2 744 m  | Château-Ville-Vieille                          | 21 km    | 6,5 %         | 1 400 m  |
| Col Agnel                    | Alpes Escreins              | France Italie  | 2 744 m  | Casteldelfino                                  | 22,5 km  | 6,5 %         | 1 450 m  |
| Passo dello Stelvio          | Alpes Ortles                | Italie         | 2758 m   | Bormio                                         | 21,5 km  | 7,1 %         | 1 533 m  |
| Passo dello Stelvio          | Alpes Ortles                | Italie         | 2758 m   | Prato allo Stelvio                             | 24,3 km  | 7,4 %         | 1 808 m  |
| Col du Tourmalet             | Pyrénées                    | France         | 2 115 m  | Luz-Saint-Sauveur                              | 19 km    | 7,4 %         | 1 404 m  |
| Col du Tourmalet             | Pyrénées                    | France         | 2 115 m  | Sainte-Marie-de-Campan                         | 17,2 km  | 7,4 %         | 1 268 m  |
| Col d'Aubisque               | Pyrénées                    | France         | 1 710 m  | Laruns                                         | 16,6 km  | 7,2 %         | 1 190 m  |
| Col d'Aubisque               | Pyrénées                    | France         | 1 710 m  | Argelès-Gazost et Col du Soulor                | 30,1 km  | 4,1 %         | 1 247 m  |
| Col de Peyresourde           | Pyrénées                    | France         | 1 569 m  | Armenteule                                     | 8,3 km   | 7,6 %         | 629 m    |
| Col de Peyresourde           | Pyrénées                    | France         | 1 569 m  | Bagnères-de-Luchon                             | 15,2 km  | 6,1 %         | 939 m    |
| Col d'Aspin                  | Pyrénées                    | France         | 1 489 m  | Sainte-Marie-de-Campan                         | 12,8 km  | 5 %           | 642 m    |
| Col d'Aspin                  | Pyrénées                    | France         | 1 489 m  | Arreau                                         | 12 km    | 6,5 %         | 779 m    |
| Port de Balès                | Pyrénées                    | France         | 1 755 m  | Mauléon-Barousse                               | 18,8 km  | 6,3 %         | 1 185 m  |
| Port de Balès                | Pyrénées                    | France         | 1 755 m  | Bagnères-de-Luchon                             | 19,6 km  | 5,7 %         | 1 125 m  |
| Port de Larrau               | Pyrénées                    | France Espagne | 1 585 m  | Auberge de Laugibar                            | 15,3 km  | 7,9 %         | 1 205 m  |
| Port de Larrau               | Pyrénées                    | France Espagne | 1 585 m  | Ochagavia                                      | 19,3 km  | 4,2 %         | 815 m    |
| Port de Pailhères            | Pyrénées                    | France         | 2 001 m  | Usson-les-Bains                                | 14,9 km  | 8,1 %         | 1 207 m  |
| Port de Pailhères            | Pyrénées                    | France         | 2 001 m  | Ax-les-Thermes                                 | 18,6 km  | 6,9 %         | 1 281 m  |
| Port d'Envalira              | Pyrénées                    | Andorre        | 2 407 m  | Andorre-la-Vieille                             | 27,5 km  | 5 %           | 1 378 m  |
| Port d'Envalira              | Pyrénées                    | Andorre        | 2 407 m  | Ax-les-Thermes                                 | 35 km    | 4,8 %         | 1 687 m  |

| Montée / Col              | Versant                                                                                                   | Coefficient APM |
| ------------------------- | --- | --------------- |
| Mont Ventoux              | Bédoin | 402             |
| Col du Galibier           | Saint Michel de Maurienne                                                                                 | 456             |
| Colle dell'Agnello        | Sampeyre                                                                                                  | 433             |
| Col de la Loze            | Moutiers                                                                                                  | 437             |
| Blockhaus                 | Scafa | 475             |
| Monte Zoncolan            | Ovaro | 562             |
| Passo dello Stelvio       | Prato allo Stelvio                                                                                        | 437             |
| Scanuppia                 | Besenello                                                                                                 | 1068            |
| Pozza San Glisente        | Esine | 1065            |
| Passo della Forcella      | Ovaro | 758             |
| Colle delle Finestre      | Susa | 500             |
| Passo del Mortirolo       | Mazzo di Valtellina                                                                                       | 486             |
| Grosse Oscheniksee        | Auẞerfragant                                                                                              | 712             |
| Kitzbüheler Horn          | Kitzbühel                                                                                                 | 557             |
| Sölden - Rettenbachferner | Sölden | 522             |
| Alto de l'Angliru         | La Vega (Riosa)                                                                                           | 514             |
| Lomo Monroy               | Santa Ursula                                                                                              | 739             |
| Lomo Monroy-Blas          | Santa Ursula                                                                                              | 532             |
| Camino de los Barriales   | Santa Ursula                                                                                              | 638             |
| Las Cabezadas             | Santa Ursula par Lomo del Soldado & Camino de Las Lajitas                                                 | 698             |
| Las Cabezadas             | Santa Ursula par Calle Tosca Barrios & C.Morra los Sauces & Camino de Ojo Blanco & Camino de la Cabezada  | 693             |
| Las Cabezadas             | Santa Ursula par Calle las Tosqueras & Camino las Tosqueras & Camino de los Garabatos & Camino de la Rosa | 585             |
| Las Cabezadas             | Santa Ursula par Camino del Pinito & Camino de los Garabatos & Camino de la Rosa                          | 624             |
| Las Cabezadas             | Santa Ursula par Calle Tosca Barrios & Camino de la Fonseca & Camino de la Rosa                           | 703             |
| Las Cabezadas             | Santa Ursula par Calle del Monte & Camino del Monte & Camino de los Garabatos & Camino de la Rosa         | 641             |
| Llano de las Animas       | Puntagorda                                                                                                | 1065            |
| Llano de las Animas       | Playa de la Veta par la route                                                                             | NC              |
| Llano de las Animas       | Playa de la Veta par le chemin                                                                            | NC              |
| Llano de las Animas       | Playa de Tinizara par la route                                                                            | NC              |
| Llano de las Animas       | Playa de Tinizara par le chemin                                                                           | NC              |
| Llano de las Animas       | Barranco de San Marco                                                                                     | 952             |
| Llano de las Animas       | Camino del Cementerio                                                                                     | 1006            |
| Llano de las Animas       | Paris de Candelaria par la route                                                                          | NC              |
| Llano de las Animas       | Paris de Candelaria par le chemin                                                                         | NC              |
| Pico do Arieiro           | Funchal par Rua do Comboio                                                                                | 758             |
| Pico do Arieiro           | 8 versants non calculés                                                                                   | NC              |
| Nebelhorn                 | Oberstdorf                                                                                                | 1038            |
| Tamniah                   | Raidat Al Jalihah                                                                                         | 1411            |
| Al Ushayr                 | Shumran                                                                                                   | 1090            |
| Darjeeling                | 13 versants non calculés                                                                                  | NC              |
| Gunung Sumbing            | par via Butuh                                                                                             | 821             |
| Kdal & Gambu              | en Papouasie                                                                                              | 1585            |
| Mine Grasberg             | Timika | 3100            |
| Babusar Lass              | au Pakistan                                                                                               | 760             |
| La Piedrinera             | dans l'état de San Marcos, Guatemala / 12 versants non calculés                                           | NC              |
| Cerro Gualí               | Mariquita                                                                                                 | 755             |
| Mirador Tres Cruces       | en Equateur                                                                                               | NC              |
| Alto de Apagua            | en Equateur                                                                                               | NC              |
| Chimborazo                | en Equateur, une dizaine de versants non calculés                                                         | NC              |
| Picacho de Galipan        | Urbanizacíon Alamo par via Galipan                                                                        | NC              |
| Picacho de Galipan        | Urbanizacíon Alamo par San Antonio de Galipan                                                             | 1214            |
| Picacho de Galipan        | Caracas                                                                                                   | 841             |
| Mauna Kea                 | Hilo | NC              |